# 멜로디 앤더슨

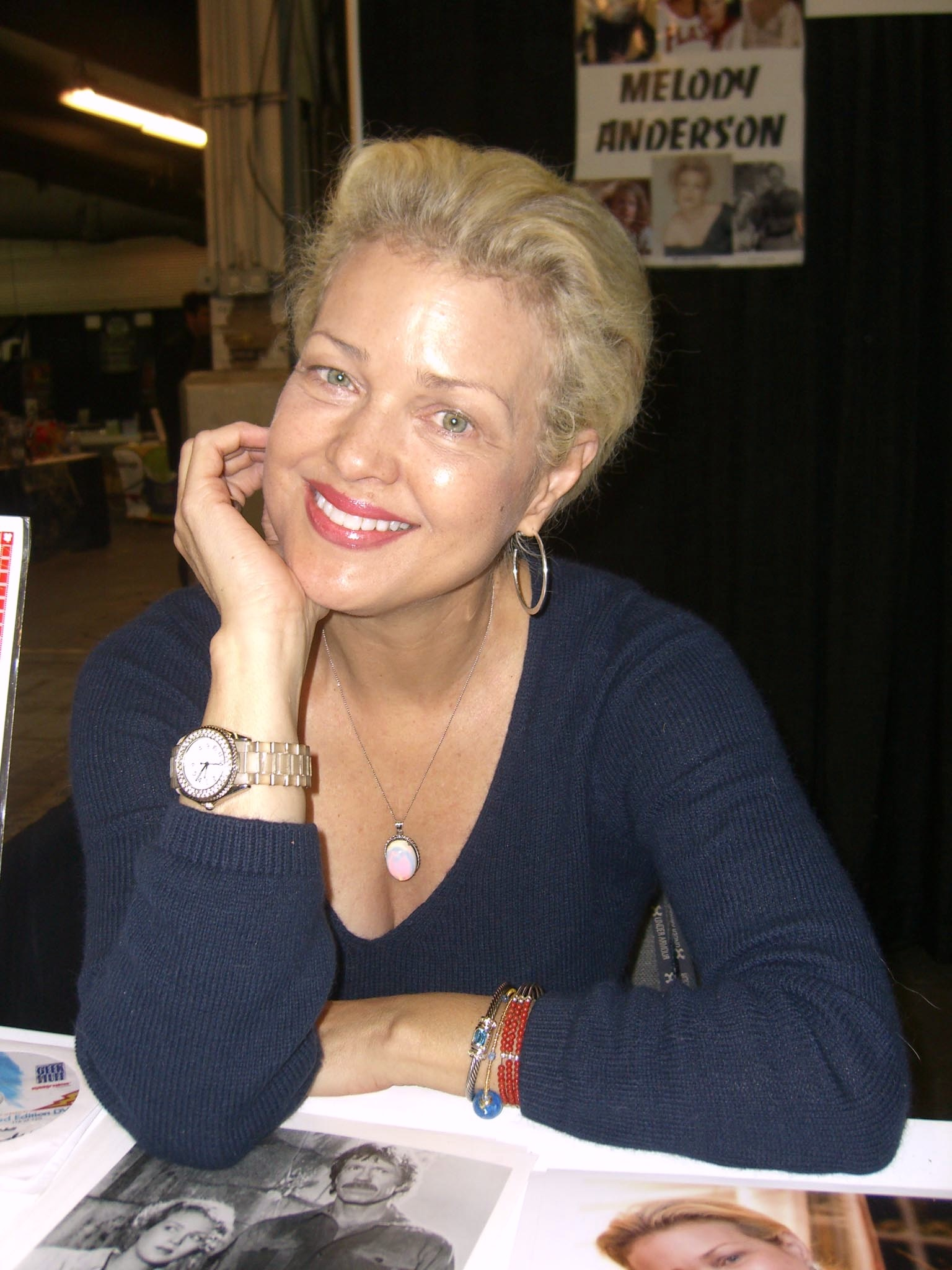

멜로디 앤더슨(Melody Anderson, 1955년 12월 3일 ~ )은 캐나다의 웅변가, 배우, 사회복지사, 영화배우, 텔레비전 배우이다.
에드먼턴에서 태어났다.

## 영화
- 랜드슬라이드 (1992년)
- 붉은 비밀 (1991년)
- 히틀러의 딸 (1990년)
- 스피드 존 (1989년)
- 최후 통첩 (1989년)
- 애정의 한계 (1987년)
- 고독한 영웅 (1986년)
- 지옥의 투사 (1986년)
- 더 폴 가이 (1981년)
- 죽음과 매장 (1981년)
- 제국의 종말 (1980년)
- 엘비스(영어판) (1979년)